# Gäddegylet (Kyrkhults socken, Blekinge)
Gäddegylet är en sjö i Olofströms kommun i Blekinge och ingår i Mörrumsåns huvudavrinningsområde.